# Marmorierte Sandgrundel
Die Marmorierte Sandgrundel (Pomatoschistus marmoratus) ist ein kleiner benthischer getrenntgeschlechtlich lebender Fisch der Gattung Pomatoschistus aus der Familie der Oxudercidae.

## Allgemeines
P. marmoratus wurde 1810 erstmals von dem französischen Naturforscher Joseph Antoine Risso beschrieben. Synonyme sind Atherina marmorata (A. Risso, 1810), Gobius marmoratus (A. Risso, 1810), Gobius reticulatus (Valenciennes, 1837), Gobius leopardinus (Nordmann, 1840), Pomatoschistus microps leopardinus (Nordmann, 1840), Gobius rhodopterus (Günther, 1861), Gobius ferrugineus (Kolombatović, 1891) und Syrrhothonus charrieri (Chabanaud, 1933).

## Merkmale
Die Marmorierte Sandgrundel wird 6 bis 6,5 Zentimeter lang und ist von braungrauer Farbe. Die erste Rückenflosse (Dorsalis) wird von sechs bis acht Flossenstrahlen gestützt, die zweite, durch eine Lücke von der ersten getrennt, von acht bis elf Weichstrahlen. Die Afterflosse (Analis) hat einen Hart- und sieben bis zehn Weichstrahlen. Die Anzahl der Wirbel beträgt 30 bis 32. Entlang der Seitenlinie befinden sich 40 bis 46 Schuppen, wobei der Rücken der Fische erst ab der Basis der ersten Rückenflosse beschuppt ist. Die Schwanzflosse (Caudalis) ist abgerundet.
P. marmoratus lässt sich aufgrund fehlender Unterscheidungsmerkmale kaum von der verwandten Strandgrundel (Pomatoschistus microps) unterscheiden. Einziges in der Literatur benanntes Unterscheidungsmerkmal sind die Schuppen auf der Brust von P. marmoratus. Diese fehlen bei P. microps. Da aber eine wirkliche Unterscheidung zwischen P. microps und P. marmoratus nur durch spezielles Anfärben der dermalen Papillen oder durch molekulare Analysen (z. B. mtDNA) möglich ist, werden beide Arten auch als kryptisch bezeichnet.
Die Männchen lassen sich von den Weibchen durch einen Fleck hinter der ersten Rückenflosse unterscheiden, während die Weibchen einen schwarzen Fleck unter dem Kinn besitzen und die Kopfunterseite hell ist. Generell kann aber gesagt werden, dass sich die zwölf Arten der Gattung Pomatoschistus im Freiwasser nur sehr schlecht bis gar nicht bestimmen lassen, da alle die gleiche einheitliche Sandfärbung aufweisen.

## Geographisches Vorkommen und Lebensraum
P. marmoratus ist im östlichen Atlantik, dem Golf von Biskaya, entlang der Iberischen Halbinsel, im Mittelmeer, dem Schwarzen Meer und dem Asowschen Meer heimisch, aber auch im Suezkanal und im Qarun-See im nordöstlichen Ägypten anzutreffen. Die Art bevorzugt sandige Untergründe flacher küstennaher Gewässer in einem Tiefenbereich von ein bis 20 m. Bei der Marmorierten Seegrundel handelt es sich um einen euryhalinen Fisch, der sehr robust gegenüber Salinitätsschwankungen ist und deshalb gut mit schwankenden Salzgehalten im Brackwasser, an Flussmündungen und hypersalinen Gewässern zurechtkommt. Im sandig-flachen Habitat vieler Flussmündungen und Lagunen des Mittelmeers ist die Marmorierte Sandgrundel die dominierende benthische Fischart.
P. marmoratus ist eine standorttreue Spezies, welche im Gegensatz zu migratorischen Arten ihr ganzes Leben in einer Bucht verbringt. Vorzugsweise wird sie in tiefen salzigen Lagunen, mit minimaler Salzfluktuation angetroffen. Aufgrund der Umwandlung der Bauchflosse zu einer Saugscheibe, werden adulte Tiere als eher schlechte Schwimmer erachtet. Deshalb geht man davon aus, dass die Ausbreitung und Verteilung während des kurzen pelagischen Stadiums der Larven stattfindet.

## Ernährung
Die Beute von P. marmoratus setzt sich aus kleinen Krebstieren (Crustacea), vor allem Ruderfußkrebse (Copepoda), aber auch Polychaeten, Zuckmücken-Larven (Chironomidae) und anderem Zoobenthos wie Mollusken, Nematoden und Foraminiferen zusammen. Die Nahrung der Jungtiere besteht hauptsächlich aus Copepoden. Mit zunehmendem Alter und Größe wird bevorzugt größere Beute, wie zum Beispiel Flohkrebse (Amphipoda), gefressen.

## Fortpflanzung
Die Reproduktion erfolgt bei der P. marmoratus im Frühjahr und Sommer und reicht von April bis Oktober, wobei es zu regionalen Unterschieden kommen kann. So haben atlantische Populationen eine kürzere Reproduktionsperiode als ihre Artgenossen im deutlich wärmeren Mittelmeer.
Wie bei allen Grundeln übernimmt das Männchen die Brutpflege. In der Paarungszeit bauen die Männchen Nester, indem sie die Innenseite leerer Muschelschalen putzen und die Außenseite komplett mit Sand bedecken. Das Männchen kann den Wasserzufluss und somit die Sauerstoffkonzentration im Nest über die Größe des Eingangs modulieren. Bei der Wahl der Muschel zeigen sie keine klaren Präferenzen für eine bestimmte Muschelart. Sind die Männchen mit dem Nestbau fertig und konnte ein Weibchen zur Eiablage überzeugt werden, laicht das Weibchen seine Eier an der oberen Muschelschale in einer einschichtigen Lage ab. Es kommt häufiger vor, dass Männchen simultan die Gelege mehrerer Weibchen in ihrem Nest pflegten, was dafür spricht, dass diese polygyn sind. Je größer dabei die Muscheloberfläche ist, desto mehr Eier können dort platziert werden.
Mit fortschreitender Laich-Saison nimmt die Eigröße von durchschnittlich 1,0 × 0,6 mm bei P. marmoratus signifikant ab. Mit zunehmender Wassertemperatur im Laufe des Sommers sinkt die Sauerstoffkonzentration im Wasser. Da große Eier ein schlechteres Oberflächen-Volumen-Verhältnis aufweisen, haben kleinere Eier bei niedrigen Sauerstoffkonzentrationen eine bessere Überlebenschance. Als Konsequenz wird deshalb oft die Produktion kleiner Eier bevorzugt. Dies scheint jedoch bei der Marmorierten Sandgrundel nicht alleine ausschlaggebend zu sein. So scheint die Eigröße beim P. marmoratus auch mit der Größe von Männchen und Weibchen zu korrelieren, was auf assortative Paarung hindeutet. Zudem vermutet man einen Einfluss der Temperatur auf Prozesse der Vitellogenese. Trotz aller saisonalen Einflüsse ist und bleibt aber die Größe des Weibchens der entscheidende Einflussfaktor.

## Aufzucht
Bis der Nachwuchs schlüpft, beschützt das Männchen das Nest und kümmert sich um die Eier, indem es das Nest putzt und dem Gelege frisches sauerstoffreiches Wasser zufächert. Aus Beobachtungen leitet man ab, dass die Marmorierte Sandgrundel, wie viele anderen Gobi-Arten, ihre Nester gemäß ihrer Körpergröße auswählt, auch wenn Muscheln (Nistmöglichkeiten) unterschiedlichster Größe zur Verfügung stehen. Die Größe der Männchen korreliert somit positiv mit der Anzahl der Eier und der Größe des Geleges. Dies könnte im Bezug zu der Fähigkeit stehen, das Nest im Ernstfall auch gegen Feinde verteidigen zu können. Ein kleines Männchen wäre nicht in der Lage, ein großes Nest zu verteidigen, auch wenn es ein möglichst großes Gelege anstrebt, um eine hohe erfolgreiche Reproduktion zu garantieren.
In der Zeit der Brutpflege zeigen Männchen eine typische Färbung mit vier dunklen Streifen an der Seite, einem blauen Punkt an der ersten Rückenflosse und einer schwarzen Färbung an Bauchflosse und am Rande der Analflosse.

## Filialer Kannibalismus
Wie bei vielen Fischen ist auch bei Pomacentriden aktiver filialer Kannibalismus zu beobachten. So vergreifen sich Männchen von P. marmoratus gelegentlich an ihrem eigenen Gelege. Es gibt mehrere Hypothesen, die eine Erklärung für dieses Verhalten liefern. Die energiebasierte Hypothese (Energy-based hypothesis) besagt, dass die Eier den brutpflegebetreibenden Männchen als eine alternative Energiequelle dienen. Dieses Verhalten wird als Anpassung an die hohen energetischen Kosten der Brutpflege und die limitierten Möglichkeiten der Nahrungssuche erklärt. Ein Männchen, welches einige seiner Eier frisst, kann sich genügend Energie zuführen um den gegenwärtigen Brutzyklus abzuschließen und gegebenenfalls einen weiteren zu initiieren. Dies führt zu einem Trade-off zwischen dem aktuellen reproduktiven Erfolg und dem erwarteten zukünftigen Erfolg. Schlechte Umweltbedingungen wie niedriger Sauerstoffgehalt des Wassers, geringes Nahrungsangebot oder eine schlechte körperliche Verfassung des Männchens erhöhen die Kosten für das Männchen und könnten dadurch zu verstärktem Kannibalismus führen.
Eine weitere Erklärung ist durch die selektive Kannibalismus-Hypothese (Selective cannibalism hypothesis) gegeben, die besagt, dass vor allem jene Eier gefressen werden, die sich nicht richtig entwickeln, unbefruchtet oder mit Pathogenen infiziert sind und womöglich die anderen Eier anstecken würden. In diesem Fall wäre filialer Kannibalismus ein echter Akt von Brutpflege. Es könnte aber auch sein, dass Männchen auch fremdbefruchtete Eier von Satellitenmännchen (Sneakern) erkennen und diese fressen. Ein weiterer Grund für den innerartlichen Kannibalismus könnte der zeitliche Druck sein, unter dem die Männchen bei der Brutpflege stehen. Da sich in den Nestern Gelege von verschiedenen Weibchen befinden, welche zu unterschiedlichen Zeitpunkten abgelegt wurden, kommt es zu Altersunterschieden bei den Eiern. Beobachtungen zeigen, dass eher größere, sich langsamer entwickelnde Eier aus dem zweiten Gelege gefressen werden. Männchen, die mit der Brutpflege beschäftigt sind, stehen unter Druck, möglichst zügig fertig zu werden, um einen erneuten Brutzyklus starten zu können. Deshalb werden bevorzugt diejenigen Eier gefressen, die jung sind, also noch relativ lange bis zum Schlüpfen brauchen.
Bei einer umweltbedingten Abnahme der Sauerstoffkonzentration im Wasser könnte partieller Kannibalismus die Überlebenswahrscheinlichkeit der üblicherweise dichtgepackten Eier erhöhen, da den übrig gebliebenen Eiern nach der Ausdünnung mehr Sauerstoff zur Verfügung steht.

## Larvale Entwicklung
Die Larven schlüpfen, abhängig von der Temperatur, nach vier bis fünf Tagen. Sie leben zunächst pelagisch im Freiwasser. Die Jungfische gehen bei einer Größe von 11 bis 12 Millimetern zum Bodenleben über und erreichen ab einer Größe von 2,4 bis 4,8 Zentimeter die Geschlechtsreife. Da die Lebensspanne von P. marmoratus nur zwei Jahre beträgt, und die Geschlechtsreife normalerweise mit einem Jahr erreicht wird, besitzt P. marmoratus nur eine Fortpflanzungssaison.
Wenn gute Nährstoffbedingungen herrschen, kann es jedoch vorkommen, dass Individuen, welche zu Beginn der Laich-Saison (Mitte April/Anfang Mai) geboren wurden, im August und September bereits geschlechtsreif sind. Da es hier aber zu einem Trade-off zwischen Wachstum und Reproduktion kommt, sind diese Fische meist sehr klein (28–32 mm Gesamtlänge) im Vergleich zu ausgewachsenen Individuen (35–62 mm Gesamtlänge). Sind die Umweltbedingungen eher ungünstig, wird das Erreichen der Geschlechtsreife bis zur nächsten Laichsaison im kommenden Jahr verzögert. Jungtiere, welche frühzeitig die Geschlechtsreife erlangen und noch nicht voll ausgewachsen sind, legen auch kleinere Eier. Dies ist ein Ansatz zur Erklärung, weshalb die Eier im Laufe der Fortpflanzungsperiode im Durchschnitt immer kleiner werden. Bei P. marmoratus korreliert die Eigröße positiv mit der Größe der Larven und diese wiederum mit der Fitness der Jungtiere. Größere Tiere haben einen deutlichen Fitnessvorteil, da die Größe Auswirkungen auf Schwimmleistung zeigt und somit entscheidend für die Fähigkeit ist, Prädatoren zu entkommen. Größeren Jungtieren steht zudem ein breiteres Beutespektrum zur Verfügung.

## Bedeutung
Als dominante Art im flachen küstennahen Gewässer beeinflusst P. marmoratus im hohen Masse die trophische Organisation der Lebensgemeinschaften vor Ort. In der Fischerei hat P. marmoratus hingegen keinerlei Bedeutung. In der Roten Liste gefährdeter Arten des IUCN wird P. marmoratus als „nicht gefährdet“ (least concern) und der Populationstrend als stabil aufgeführt.